# Monumento a Girolamo Savonarola
Il Monumento a Girolamo Savonarola si trova a Firenze, al centro dell'omonima piazza Savonarola. Scolpito da Enrico Pazzi nel 1861-1875, ebbe una storia travagliata prima di approdare nella sua collocazione attuale.

## Storia
L'origine dell'opera può farsi risalire al 1861 quando, autonomamente e senza commissione, lo scultore ravennate Enrico Pazzi realizzò un bozzetto con una prima versione della figura di Girolamo Savonarola, che tuttavia rimase nello studio dell'artista non trovando sul momento committenti interessati alla traduzione in marmo della proposta. Si tenga tuttavia presente, per meglio comprendere la proposta del Pazzi e l'interesse che di lì a poco si sarebbe sviluppato attorno all'idea, come in quegli anni la figura del frate assumesse un forte valore politico, anticlericale e soprattutto antipapale, da leggere in rapporto alla spinosa "questione romana", che chiamava in causa le relazioni tra la Chiesa cattolica e il Regno d'Italia, già compromesse dall'atteggiamento mostrato da Pio IX nei confronti del Risorgimento. 

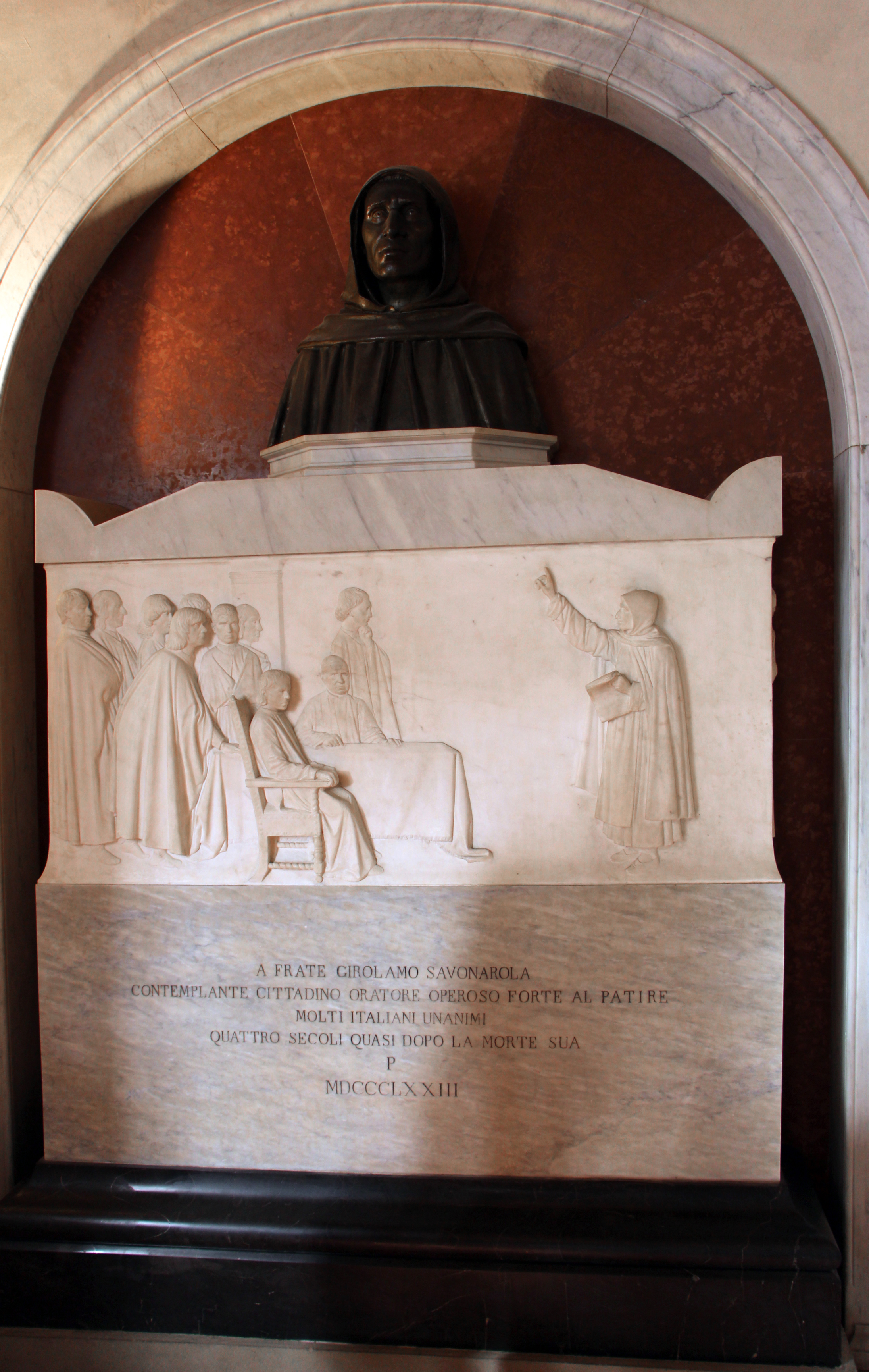
Il monumento al Savonarola di Giuvanni Dupré, museo di San Marco, Firenze

Così, attorno a questi temi e a questa figura di frate riformatore, nel 1869, si formarono a Firenze due comitati per l'erezione di un monumento da dedicarsi al domenicano, uno dei quali individuò in Giovanni Dupré l'artista a cui affidare l'esecuzione dell'opera, da collocarsi nel convento di San Marco. Nel 1870 un terzo comitato, presieduto dal principe Ferdinando Strozzi, fece sua la proposta avanzata da Enrico Pazzi, optando per una interpretazione della figura del predicatore in senso più marcatamente antipapale (in opposizione a quella più conciliante espressa dall'altro comitato) e ottenendo inizialmente dal Comune il permesso di erigere la scultura nel primo chiostro del convento fiorentino. Il fatto portò (come documentato nel puntuale saggio di Régine Bonnefoit) a forti dissapori tra il Pazzi e il Dupré, che del precedente era stato il maestro. Tuttavia l'opera del Dupré, per quanto ridimensionata sotto forma di lapide con rilievo e busto, fu la prima ad essere inaugurata nel 1873, e collocata nella cella del frate in San Marco. 

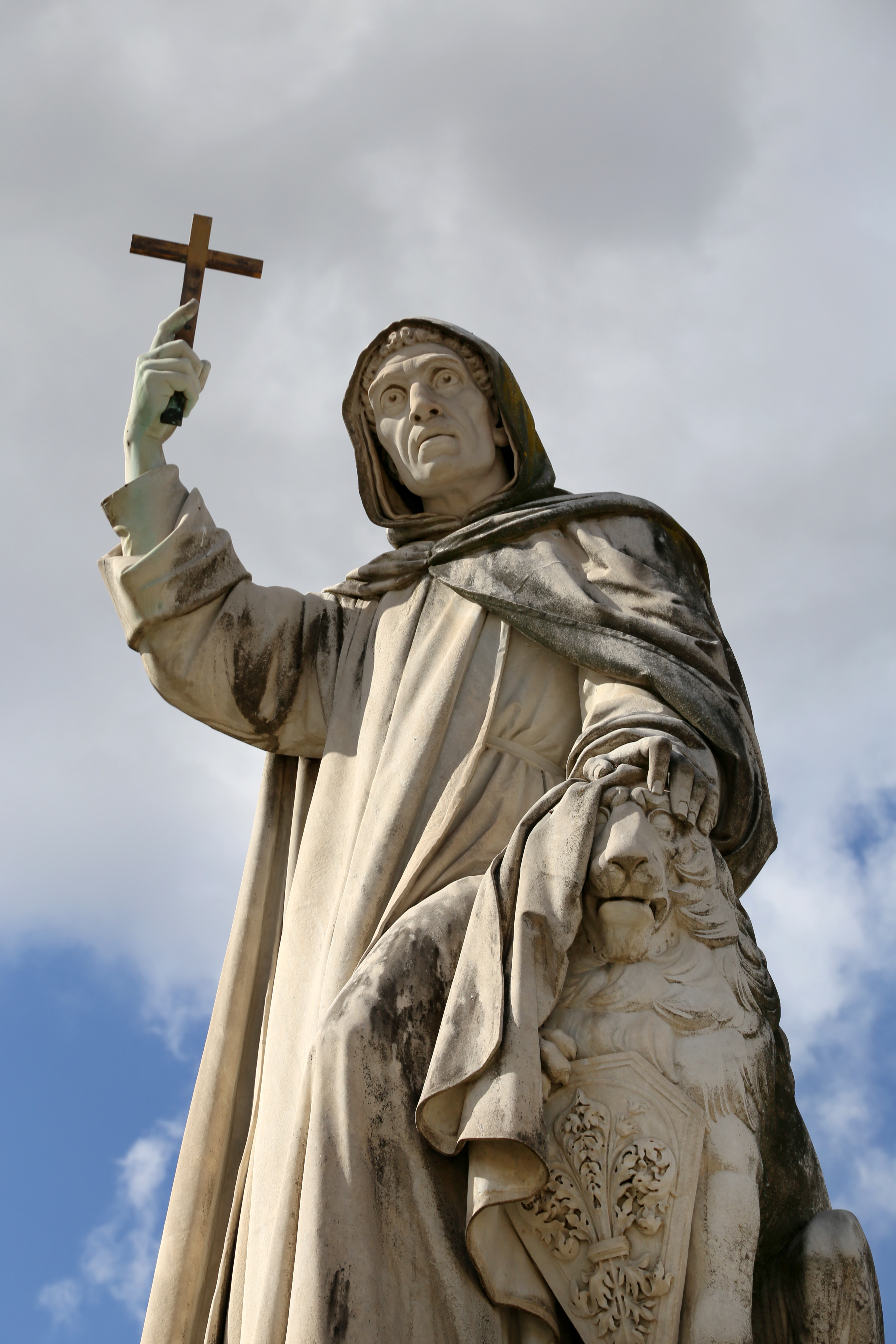
Dettaglio

Il monumento del Pazzi, viceversa, a causa degli alti costi di realizzazione (e della crisi che nel frattempo aveva investito la città per il trasferimento della capitale a Roma), fu terminato solo nel 1875 (l'iscrizione sulla statua riporta tuttavia la data 1876), quando oramai era stata revocata la concessione del chiostro del convento. 
Donato nello stesso anno al Municipio (nella speranza che questo trovasse una sua degna collocazione), rimase nello studio dello scultore fino al 1882 quando, il 25 giugno, fu inaugurato, inserito nella nicchia della testata sud del salone dei Cinquecento, già salone del Gran Consiglio, scelta motivata per essere stato questo voluto appunto dal Savonarola, e tuttavia da più parti criticata e giudicata mortificante in ragione dell'impegno profuso dall'artista e dai sottoscrittori. 
Ma le tormentate vicende della statua non terminarono qui. "Dopo la guerra 1915-1918, per commemorare la Vittoria, si preferì porre nella nicchia del cosiddetto Salone dei Cinquecento, il gruppo di Michelangelo raffigurante il Genio che doma la forza bruta, e la statua del Savonarola, scolpita dal Pazzi, fu trasferita, nel 1921, in mezzo alla piazza intitolata al grande predicatore e riformatore, ponendola sopra una base scolpita da Olindo Rimediotti" (Bargellini-Guarnieri). A favore della scelta è tuttavia da precisare come già nel 1870 (così "La Nazione" del 17 giugno) si fosse ipotizzato di destinare l'opera alla nuova piazza. 

## Descrizione
In sintonia con gli intenti politici descritti, Savonarola è raffigurato mentre solleva con la mano destra la Croce per mostrarla agli astanti, ovvero, come sottolineato nel programma del Comitato: "nell'atto di presentare al popolo fiorentino il Cristo quale re di Firenze". La mano sinistra, viceversa è posta in atto protettivo sul Marzocco, simbolo delle libertà repubblicane. 
Sulla base si legge l'iscrizione:
| A GIROLAMO SAVONAROLA DOPO TRECENTOTTANTAQUATTRO ANNI L'ITALIA REDENTA XXV GIUGNO A. MDCCCLXXXII |